# Siewierz
Siewierz – miasto w południowej Polsce, w województwie śląskim, w powiecie będzińskim, siedziba władz gminy miejsko-wiejskiej Siewierz, w Zagłębiu Dąbrowskim. Według danych z 31 grudnia 2019 r. miasto miało 5568 mieszkańców.
Miasto biskupstwa krakowskiego w księstwie siewierskim w końcu XVI wieku.

## Położenie
Siewierz leży w historycznej Małopolsce, na terenie Zagłębia Dąbrowskiego, w dawnej ziemi krakowskiej. Położony jest na Garbie Tarnogórskim nad rzeką Czarną Przemszą.

## Nazwa
Miejscowość ma metrykę średniowieczną i istniała już w XII wieku. Nazwa notowana w 1123–1125 jako Seuor, 1232 Sewior, 1250 Siewior, 1544 Siewierz, 1546 Siewier, 1889 Siewierz .
Pochodzi od nieistniejącego obecnie w języku polskim rzeczownika siewiór, oznaczającego „północ”. Do końca XV w. nazwa miasta brzmiała w taki właśnie sposób (Syewyor, 1470–1480). Nazwa określała zapewne miejsce położone na północ od innego obiektu geograficznego .

## Zabytki
- zamek biskupi w Siewierzu
- cmentarz żydowski w Siewierzu
- kościół św. Jana Chrzciciela w Siewierzu
- kościół św. Macieja Apostoła
- kościół św. Barbary i Walentego z 1618 roku
- stacja kolejowa

## Historia

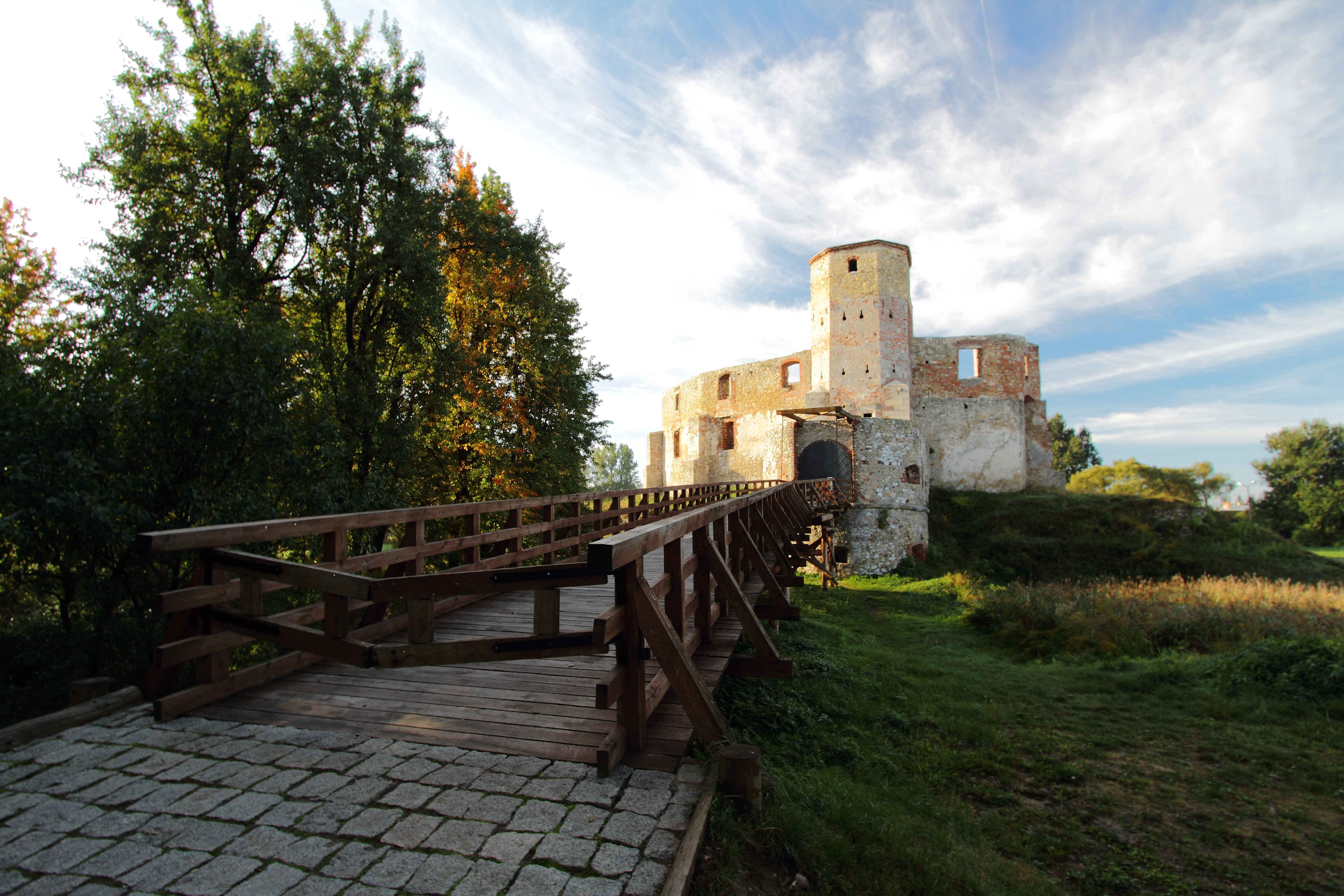
Ruiny zamku biskupów krakowskich

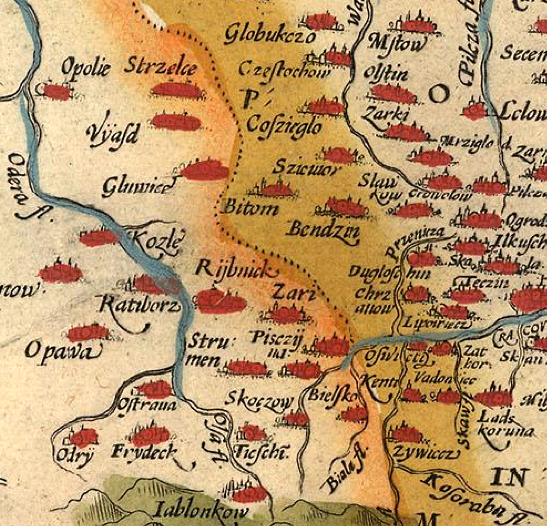
Siewierz w granicach Korony Królestwa Polskiego jako Szewior na mapie Wacława Grodzieckiego wydrukowanej w 1592 roku.

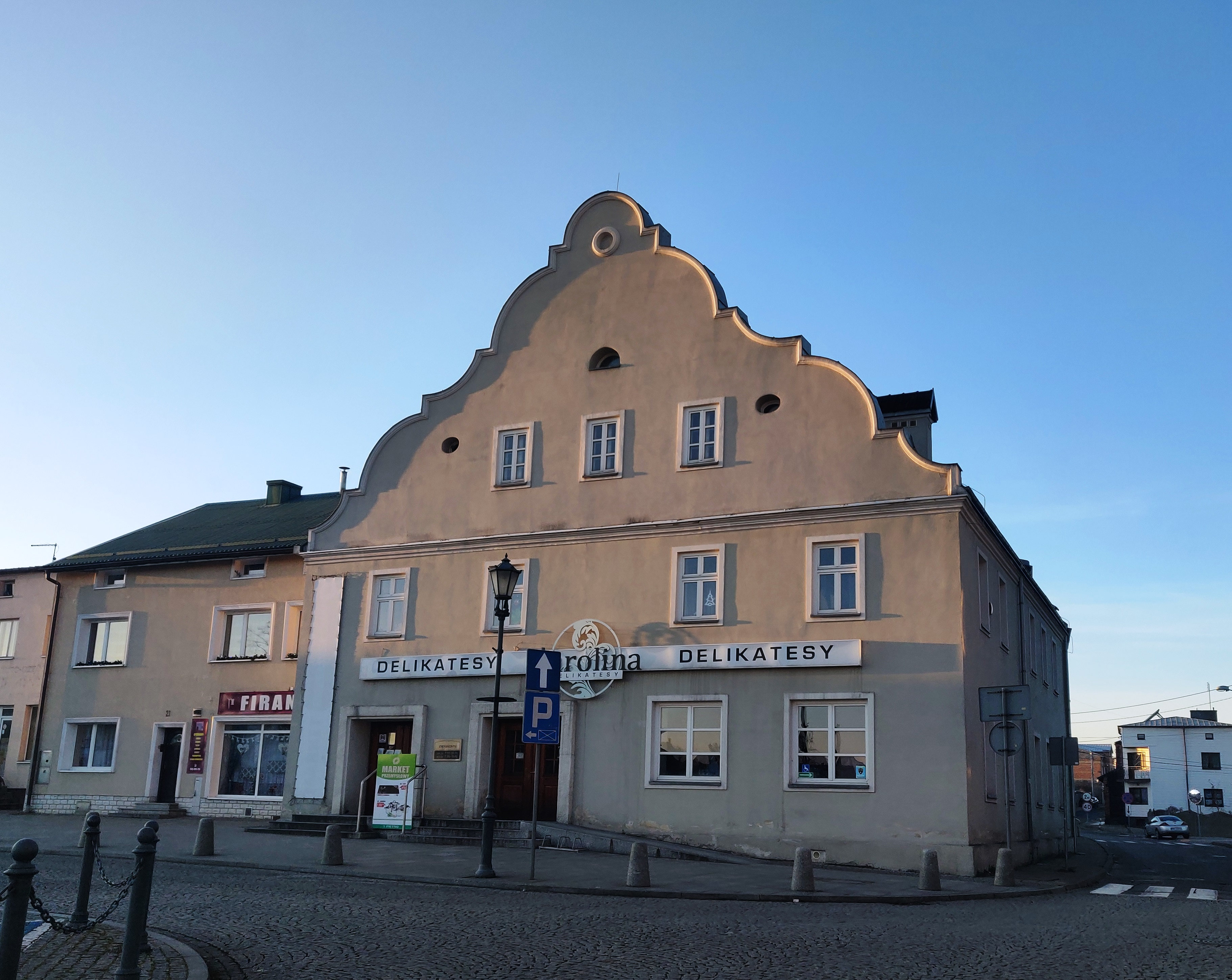
Kamienica mieszczańska z XVIII wieku, w Rynku

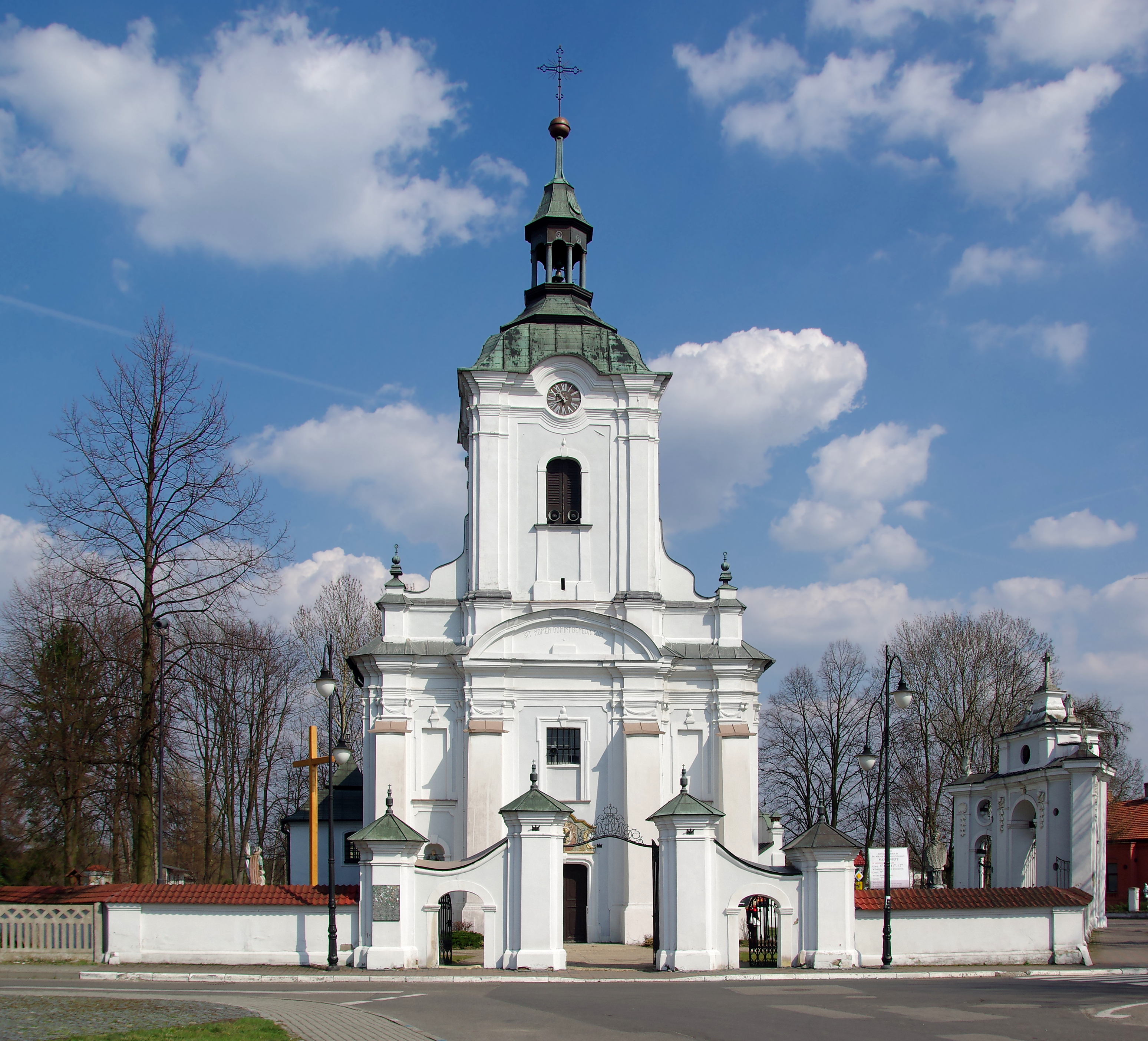
Kościół św. Macieja Apostoła

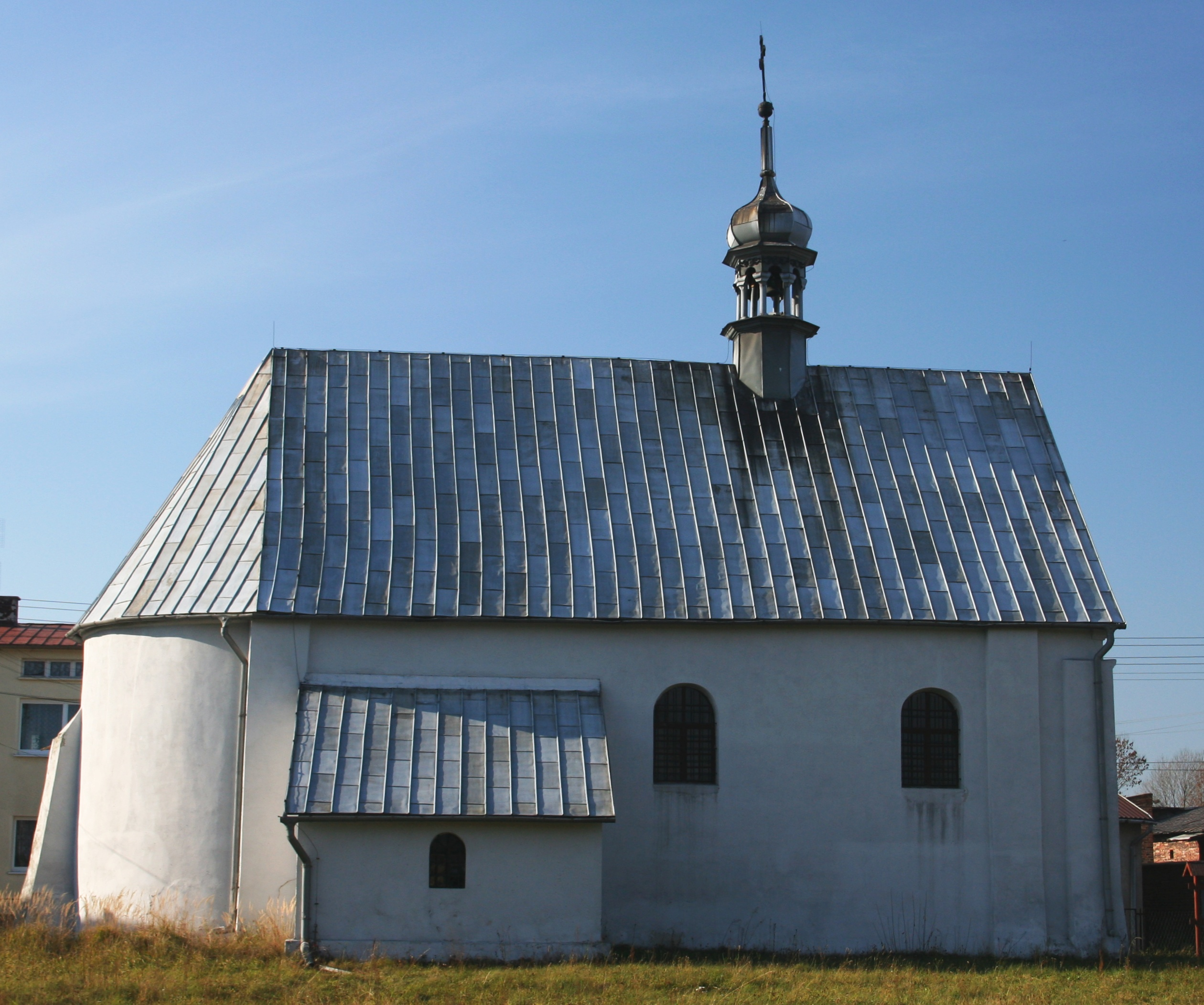
Kościół św. Barbary i Walentego z 1618 roku

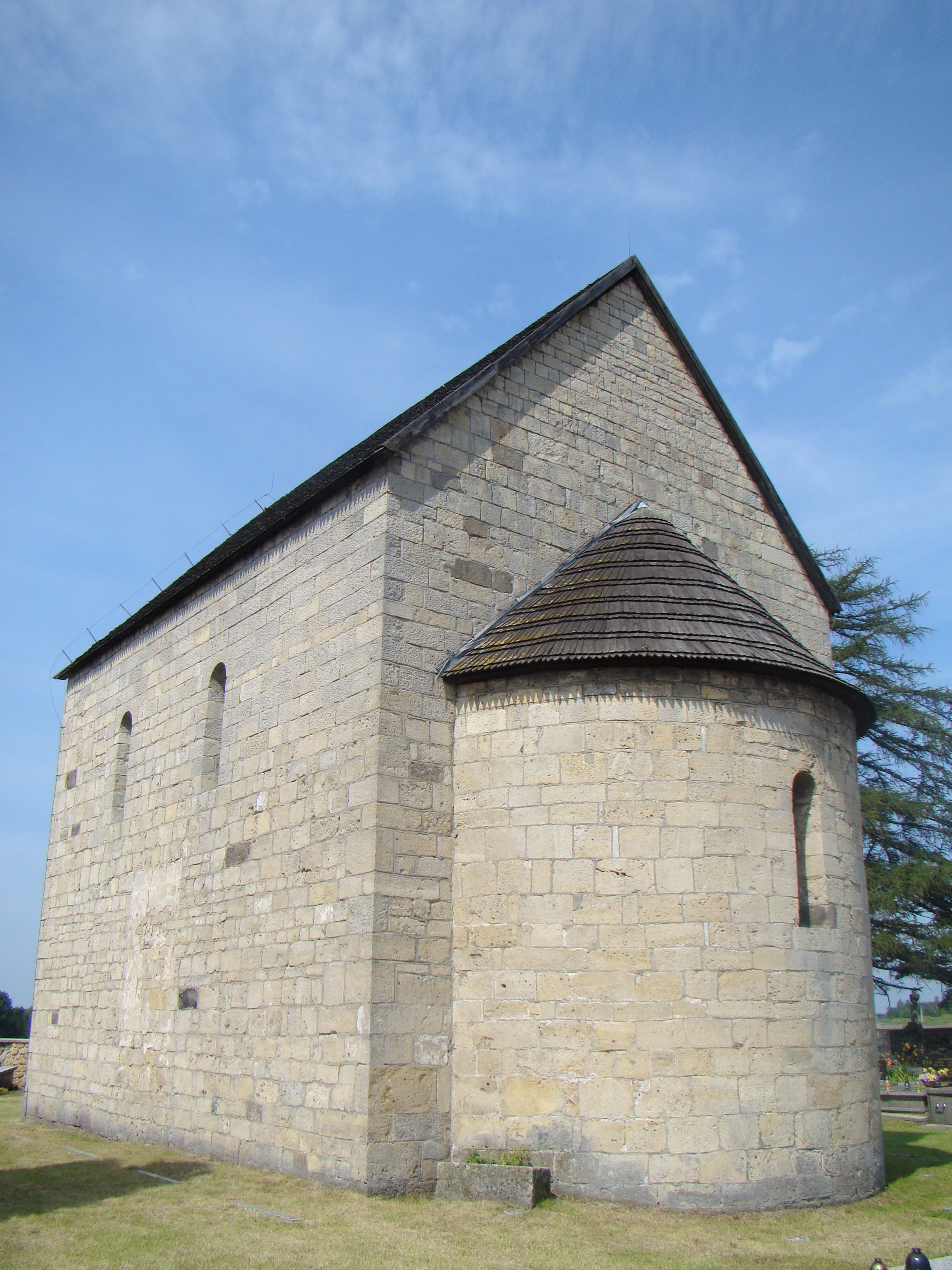
Kościół św. Jana Chrzciciela w Siewierzu

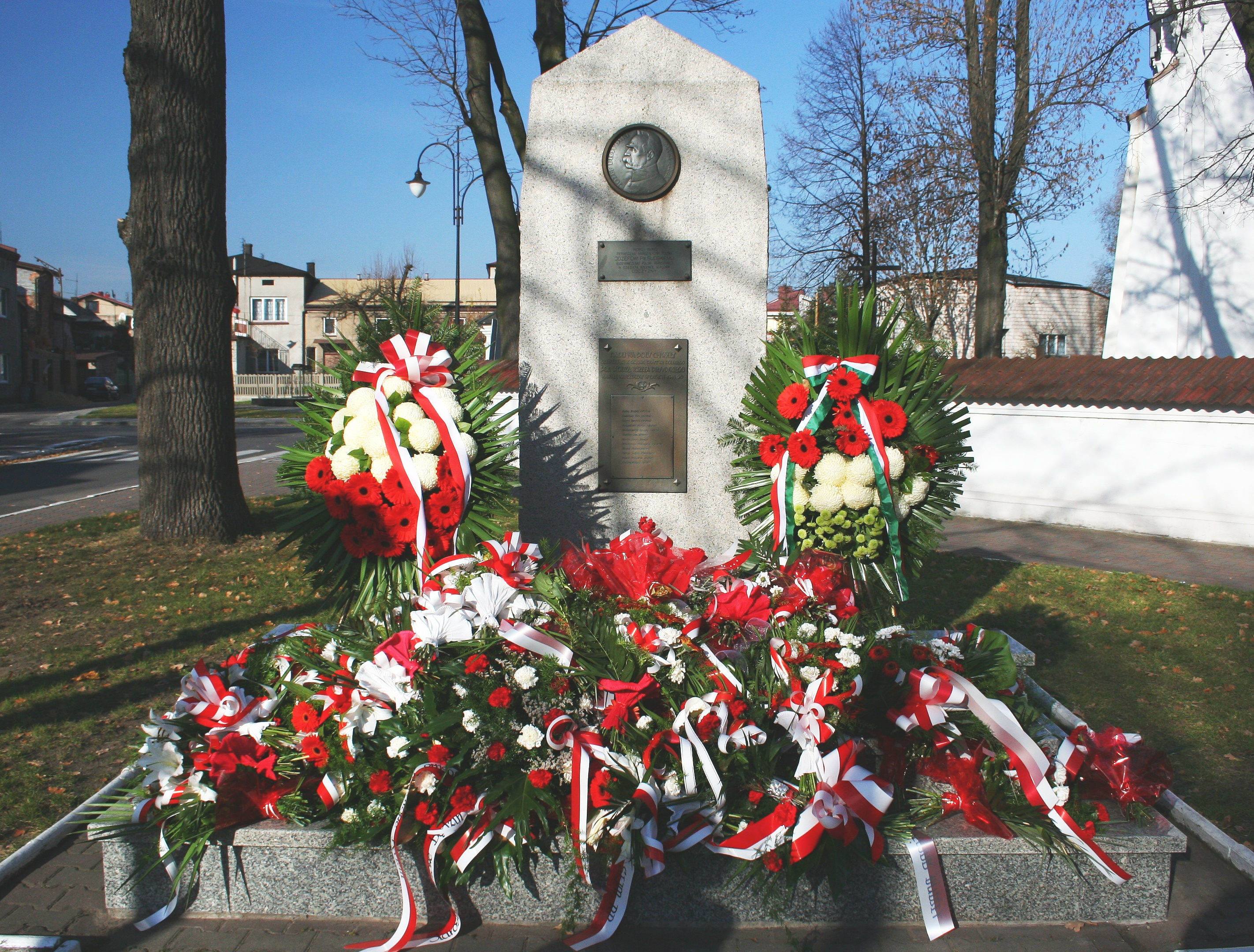
Pomnik ku czci Józefa Piłsudskiego przy kościele św. Macieja Apostoła

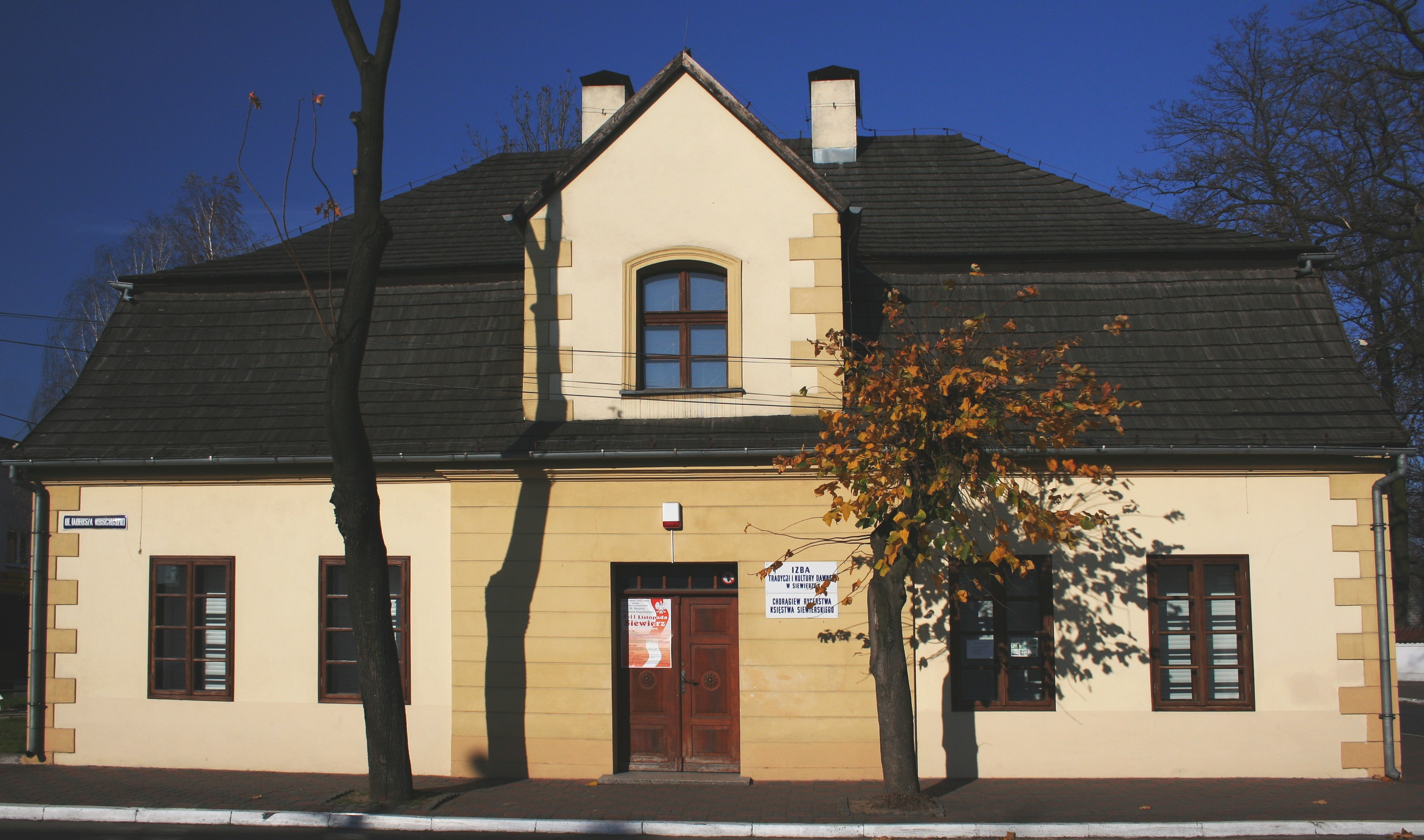
Izba Tradycji i Kultury Dawnej

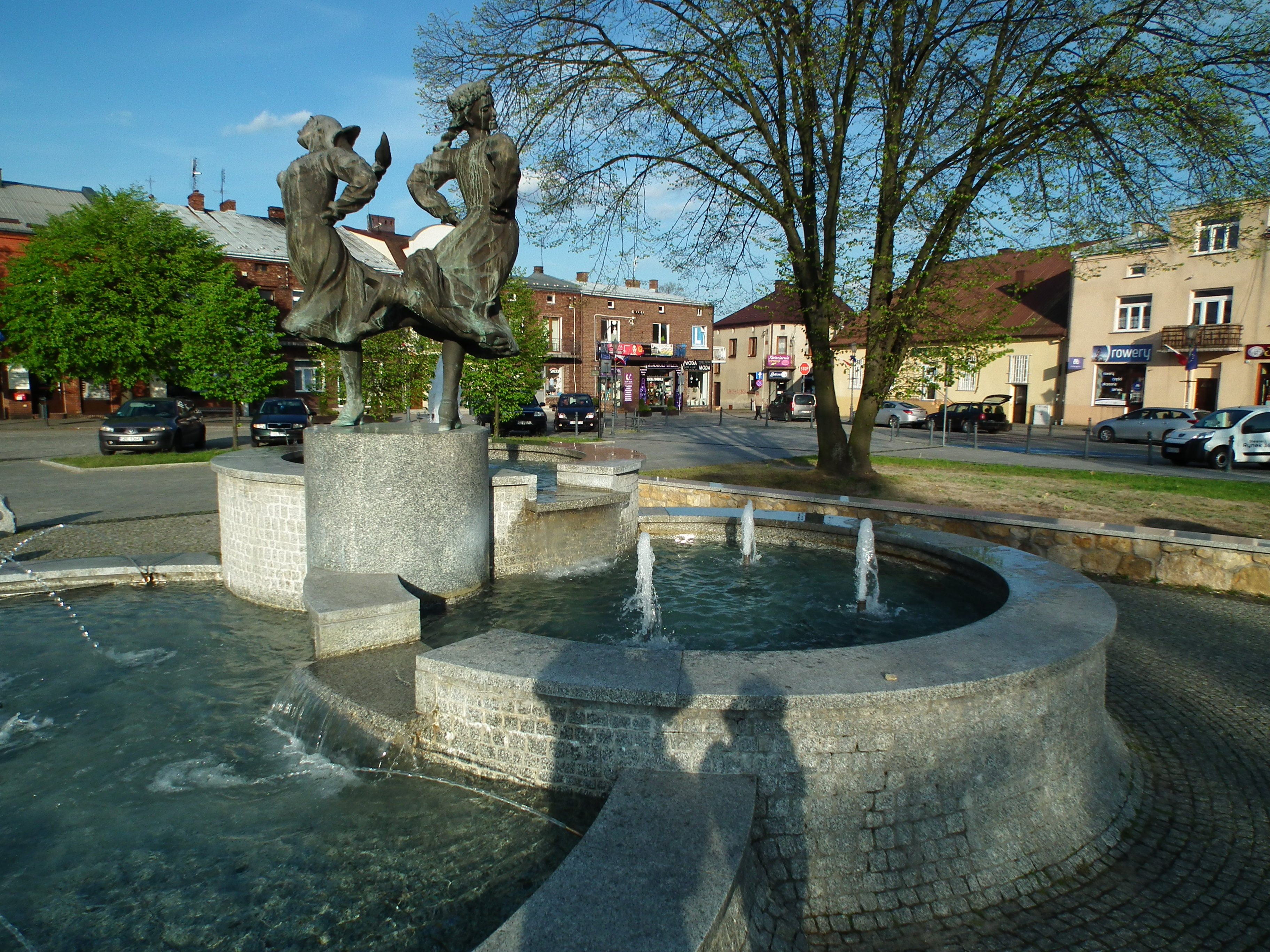
Fragment rynku z fontanną

Najstarszy dokument odnotowujący miejscowość pochodzi z 1105 i wymienia dochody z targu, karczmy oraz jatki jakie z Siewierza uzyskuje Opactwo Benedyktynów w Tyńcu pod Krakowem. Około 1179 miejscowość wraz z całą ziemią siewierską znalazła się pod władaniem Piastów z linii opolskiej, a następnie bytomsko-kozielskich oraz cieszyńskich .
Już w XII w. Siewierz był osadą targową, a od początku XIII w. siedzibą kasztelanii. Kodeks dyplomatyczny Małopolski odnotowuje dwa łacińskie dokumenty z 1232 oraz 1252, w których wymienieni są kasztelanowie siewierscy Jaksa oraz Wladimirus. Początkowo ośrodek grodowy znajdował się na południowy zachód od dzisiejszego miasta i zlokalizowany był wokół romańskiego kościoła pw. św. Jana Chrzciciela. Prawdopodobnie po najazdach mongolskich został przeniesiony w miejsce łatwiejsze do obrony. W 1276 r. Siewierz uzyskał prawa miejskie. Wytyczono wówczas rynek będący do dziś głównym centrum miasta. W XIV w. książęta bytomscy wznieśli lub zainicjowali budowę murowanego zamku. (patrz: zamek biskupi w Siewierzu) .
26 lutego 1289 r. doszło pod miastem do krwawej bitwy między wojskami sprzymierzonych z Henrykiem IV Probusem książąt śląskich a koalicją Władysława Łokietka, wówczas księcia kujawskiego, i książąt mazowieckich. Wcześniejsze wtargnięcie wojsk Probusa na teren księstwa bytomskiego, w granicach którego leżała wówczas kasztelania siewierska, spowodowało złożenie przez zagrożonego Kazimierza hołdu lennego królowi Czech, Wacławowi II. Był to pierwszy z czeskich hołdów lennych na Śląsku.
30 grudnia 1443 r. biskup krakowski, Zbigniew Oleśnicki wykupił księstwo siewierskie wraz z zamkiem od zadłużonego księcia cieszyńskiego, Wacława I. Miasto stało się stolicą świeckiego księstwa feudalnego, rządzonego przez biskupów krakowskich (patrz: księstwo siewierskie), które w dużej mierze było zależne od Korony Królestwa Polskiego (później bezpośrednio w jej składzie) i należało do diecezji krakowskiej. Od tego czasu Siewierz stał się ponownie integralną częścią Małopolski. Od 1484 r. biskup krakowski Jan Rzeszowski zaczął używać tytułu księcia siewierskiego (Dominus et Princeps Ducatus Severiensis).
W XVI w. biskupi rozbudowali gotycki zamek dążąc do przekształcenia go w renesansową rezydencję. Od końca średniowiecza aż do upadku Rzeczypospolitej, Siewierz był siedzibą sądu zwanego ziemskim, który łączył w sobie cechy typowe dla dawnego prawa śląskiego oraz polskiego prawa ziemskiego, dwóch sądów: ziemskiego i grodzkiego.
W czasie potopu szwedzkiego księstwo nominalnie pozostawało neutralne, jednak na zamku przebywały oddziały hetmana Stefana Czarnieckiego, co skłoniło Szwedów do jego zajęcia. Wojska szwedzkie obłożyły też Siewierz kontrybucją w naturze – trzykrotnie większą niż pozostałe miasta Księstwa Siewierskiego.
W 1790 r. Sejm Wielki zlikwidował Księstwo siewierskie, wcielając je do Rzeczypospolitej. W tym samym roku książę – biskup Feliks Paweł Turski opuścił oficjalnie zamek w Siewierzu.
Zabory
W 1795 następstwie III rozbioru Polski Siewierz wszedł w skład zaboru pruskiego jako Nowego Śląska, natomiast Siewierz stał się miastem powiatowym. Po zwycięskim dla Polaków drugim powstaniu wielkopolskim jakie odbyło się w 1806 miejscowość w latach 1807–1815 znalazła się w granicach Księstwa Warszawskiego. W 1807 Napoleon Bonaparte restytuował księstwo siewierskie i oddał je swemu marszałkowi Jean Lannes, księciu Montebello, od którego miejscowość przejął rząd Księstwa Warszawskiego. W 1815 w wyniku ustaleń kongresu wiedeńskiego dokonano podziału księstwa i miejscowość znalazła się w zaborze rosyjskim w Królestwie Kongresowym .
W 1827 w mieście znajdowało się 261 domów zamieszkanych przez 1344 mieszkańców. W 1858 liczba domów wzrosła do 265, w tym 14 murowanych, a liczba mieszkańców do 1586 z czego wszyscy byli chrześcijanami. W 1870 Siewierz utracił prawa miejskie w wyniku carskich represji za powstanie styczniowe 1863. W 1880 liczba mieszkańców wynosiła 1989. W 1889 w XIX-wiecznym Słowniku geograficznym Królestwa Polskiego miejscowość wymieniona jest jako osada miejska, dawniej miasto leżące w powiecie będzińskim, gminie Sulików, parafia Siewierz. W osadzie było wówczas 300 domów, w których mieszkało 2500 mieszkańców. Miejscowość miała 3281 mórg powierzchni. Znajdowały się w niej dwa kościoły, dwie szkoły początkowe męska i żeńska, sąd gminny, przytułek dla 11 starców, apteka.

### II Rzeczpospolita Polska
Po odzyskaniu niepodległości przez Polskę w 1918 roku, Siewierz, wraz z całym powiatem będzińskim, został włączony do województwa kieleckiego. W 1927 roku utworzono powiat zawierciański, w którego skład wszedł Siewierz (również w granicach województwa kieleckiego).
W 1930 r. odsłonięto pomnik siewierzan poległych w walce o niepodległość. 
II wojna światowa
4 września 1939 niemiecki Freikorps zamordował w Siewierzu 10 Polaków. W 1943 r. do obozu zagłady w Auschwitz-Birkenau wywieziona została cała ludność żydowska (w 1939 r. 229 osób). W okresie wojny zginęło około 300 osób. Po zakończeniu wojny ziemia siewierska wraz z całym powiatem zawierciańskim została przyłączona do województwa śląsko-dąbrowskiego.
Okres powojenny
Następnie okresie PRL miejscowość leżała w powiecie zawierciańskim w województwie katowickim. W 1955 Siewierz był gromadą, a od 1958 osiedlem zajmującym 31 km² powierzchni oraz liczącym 4000 mieszkańców. Miejscowość odzyskała prawa miejskie w 1962, ale większość mieszkańców, 71% w dalszym ciągu utrzymywało się jeszcze z rolnictwa. W mieście znajdowała się szkoła podstawowa oraz liceum . 1973 r. w wyniku reformy administracji terenowej podjęto decyzję o likwidacji gromad, co pozwoliło przyłączyć do miasta i gminy sąsiednich wsi: Brudzowic, Dziewek, Gołuchowic, Żelisławic, Podwarpia, Wojkowic Kościelnych, Kuźnicy Warężyńskiej i Trzebiesławic.
Dzisiaj stanowi ośrodek turystyczny, leżący w zapleczu aglomeracji górnośląskiej. Zachowane zabytki to barokowe kościoły datowane od XVI do XVIII w., a zwłaszcza ruiny gotyckiego zamku książąt śląskich, a następnie biskupów krakowskich – książąt siewierskich powstałego od XIV do XVI. Pod miastem zachował się romański kościół św. Jana Chrzciciela w Siewierzu z I poł. XII w. (według Jana Długosza datowany na 1144 r.). Ruch wypoczynkowy obsługuje także zalew Przeczycko-Siewierski, zalew powstały w wyniku spiętrzenia wód Czarnej Przemszy. Od lutego 2005 r. funkcjonuje Izba Tradycji i Kultury Dawnej obejmująca ekspozycje dawnego rzemiosła, rzeźby i rękodzieła artystycznego oraz tematykę historyczną związaną z dziejami księstwa siewierskiego i jego zabytków (w tym zamku).

## Gospodarka
Od początku istnienia miejscowości rozwijała się w niej gospodarka oraz handel. W miejscowości rozwijała się metalurgia. W XII wieku w okolicy Siewierza odnotowana została kopalnia srebra. W XIV wieku zanotowane zostały w okolicy dwie kuźnice. Ich ślady pozostały w nazewnictwie sąsiadujących wsi Kuźnica Świętojańska oraz Kuźnica Sulikowska. Wytapiano tutaj żelazo. W 1820 koło Siewierza funkcjonowała świeżarka. W XVI wieku w mieście odnotowano cechy rzemieślnicze, z których największym był cech piwowarski. Browarnicy w XVIII wieku mieli 18 browarów i znaczną część swojej produkcji eksportowali na Śląsk. W mieście funkcjonowały wówczas tartak oraz folusz .
Również w XIX wieku w miejscowości rozwijał się handel oraz przemysł. W mieście na brukowanym rynku co dwa tygodnie odbywały się targi. Działał zakład wyrobów kamienno-glinianych oraz fabryka kafli. Funkcjonowały dwa zajazdy. Pod koniec XIX wieku po odebraniu praw miejskich przez rosyjskiego zaborcę miejscowość zaczęła nabierać wiejskiego charakteru co utrzymało się do połowy XX wieku.
W okresie PRL miejscowość miała charakter rolniczy, a produkcją rolną zajmowała się większość mieszkańców. W latach 60. w Siewierzu powstały drobne zakłady produkcyjne: Spółdzielnia Szewców i Cholewkarzy oraz warsztaty katowickiej spółdzielni "Guma" .

## Demografia
Piramida wieku mieszkańców Siewierza w 2019 – dane GUS:
Siewierz należy zaliczyć do małych miast, których liczba mieszkańców wynosi 5 568 (52,2% kobiety, a 47,8% mężczyźni). W okresie 2002–2019 liczba mieszkańców zmalała o 0,0%. Średni wiek mieszkańców wynosi 43,1 lat co odpowiada średniemu wiekowi mieszkańców w województwie śląskim, ale też w całej Polsce oraz porównywalny do średniego wieku mieszkańców całej Polski. W okresie 2019 r. odnotowano w Siewierzu ujemny przyrost naturalny wynoszący -27 osób, co odpowiada ujemnemu przyrostowi  -4,84 na 1000 mieszkańców. W 2019 r. w Siewierzu 59,0% mieszkańców żyło w małżeństwie; 23,5% mieszkańców Siewierza w stanie wolnym; 5,9% mieszkańców było po rozwodzie, natomiast 11,3% to wdowy/wdowcy.

## Dzielnice Siewierza
Dzielnice Siewierza 
- Piwoń
- Warężyno
- Centrum
- Kuźnica Sulikowska
- Sulików
- Osiedle
- Jeziorna
- Trojedzianka

## Transport
Drogowy
Przez Siewierz przebiega południowa obwodnica miasta w ciągu drogi krajowej nr 78, która dwupoziomowym skrzyżowaniem łączy się z drogą 
drogą krajowa nr 91. Kilka kilometrów na południe od Siewierza, w miejscowości Podwarpie droga krajowa nr 91 łączy się z drogą ekspresową S1, która biegnie do zlokalizowanego w Pyrzowicach węzła z autostradą A1 (E75).
Kolejowy
Przez Siewierz przebiega jednotorowa i zelektryfikowana linia kolejowa nr 182 obsługująca ruch pasażerski i towarowy. W latach 1975–2023 do miasta nie docierał ruch pasażerski. Został reaktywowany 10 grudnia wraz z uruchomieniem połączenia S9 relacji Częstochowa – Tarnowskie Góry, które obsługiwane jest przez Koleje Śląskie obsługując również stację Pyrzowice Lotnisko zlokalizowaną koło Portu Lotniczego w Pyrzowicach.
Autobusowy
Na terenie Siewierza kursuje 6 linii autobusowych (2A, 269, 619, 637, 969, M23) organizowanych przez ZTM (2A wspólnie z miastem Myszków) i jedna (10) organizowana przez ZKM Zawiercie. którymi można się dostać do Będzina, Dąbrowy Górniczej, Katowic, Myszkowa, Sosnowca, Zawiercia i okolicznych wsi lub gmin.

## Wspólnoty wyznaniowe
- Kościół rzymskokatolicki:
  - parafia św. Macieja
  - parafia Najświętszego Serca Pana Jezusa
- Świadkowie Jehowy:
  - zbór Siewierz (Sala Królestwa Przeczyce ul. 21 Stycznia 56B)[16]

## Sport

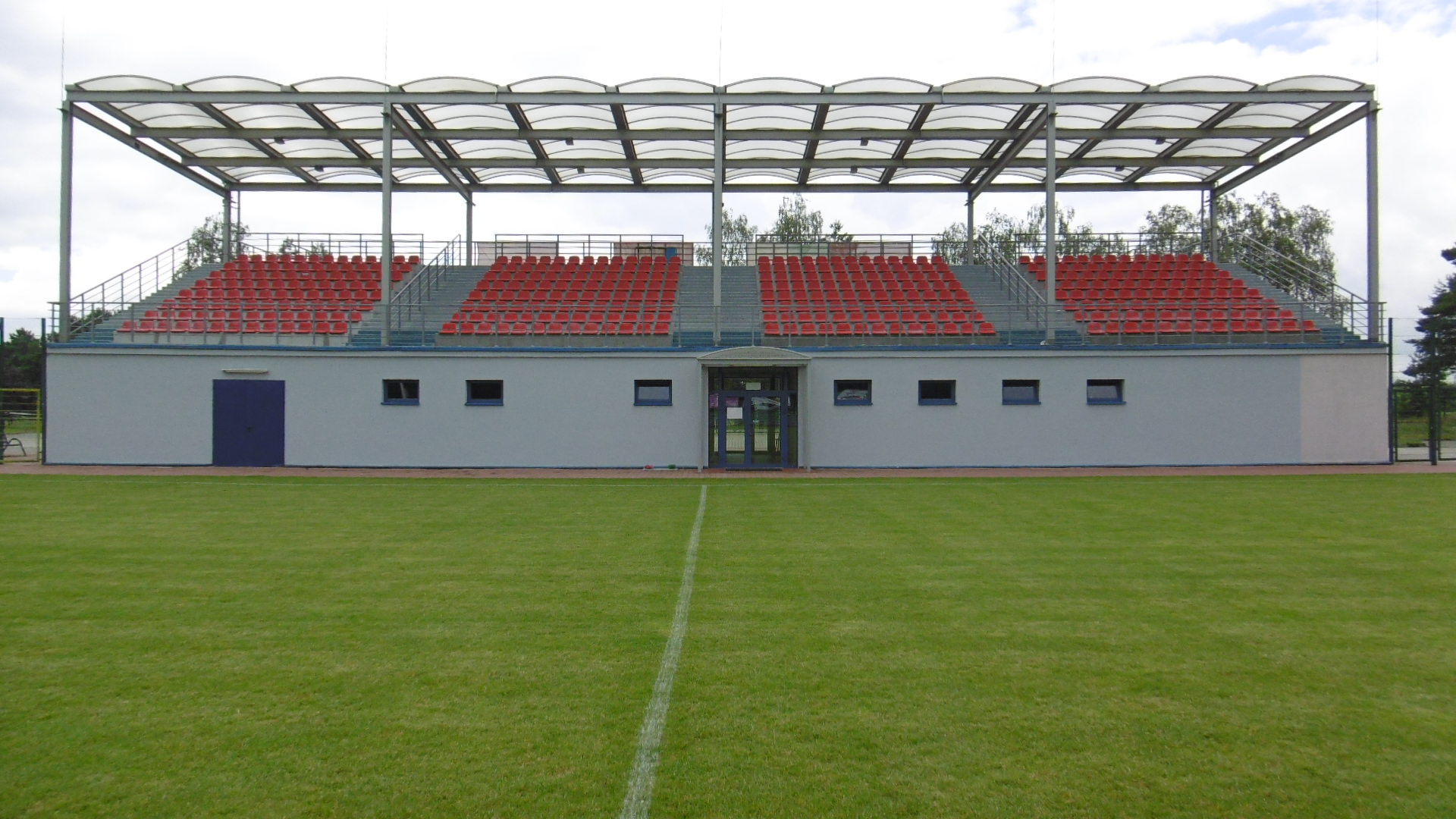
Trybuna główna stadionu Przemszy Siewierz

W mieście działa klub piłki nożnej Przemsza Siewierz, założony w 1946 roku, oprócz tego w mieście znajduje się klub Tenisa stołowego UKS Energia Siewierz oraz Klub Sportowy Animals - Boks Siewierz

## Dni ziemi Siewierskiej
Dni ziemi Siewierskiej, czyli potocznie dni Siewierza, odbywają się przeważnie w czerwcu. Raz odbywały się one we wrześniu.  
Znani artyści na obchodach dni ziemi Siewierskiej
- 2011 - Pectus
- 2012 - Formacja Chatelet
- 2012 - Patrycja Markowska z zespołem Gaudeamus
- 2013 -  Kabaret Skeczów Męczących
- 2013 - Zespół Video
- 2014 - Zakopower
- 2014 - Kabaret Neo-Nówka
- 2015 - Kabaret Paranienormalni
- 2015 - ENEJ
- 2017 - Antek Smykiewicz
- 2017 - Sławomir
- 2018 - Monika Lewczuk
- 2018 - Kombii
- 2019 - Michał Szczygieł
- 2019 - Natalia Szroeder
- 2022 - Poparzeni Kawą Trzy
- 2022 - GrubSon
- 2023 - Jerzy Kryszak
- 2023 - Łydka Grubasa
- 2023 - Bryska
- 2024 - Piersi
- 2025- Feel

## Produkty tradycyjne

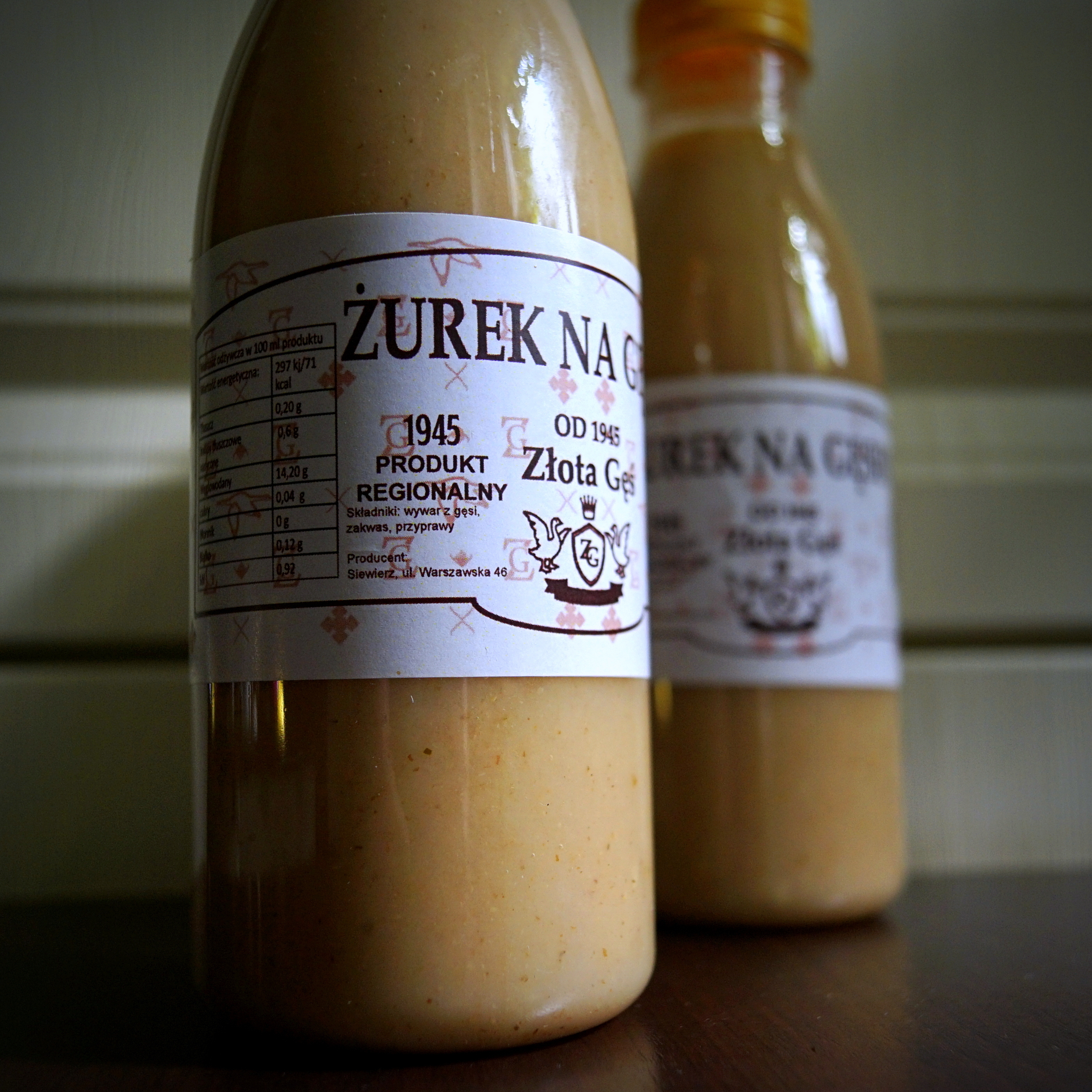
Żurek siewierski

Siedem siewierskich przysmaków jest wpisanych na listę potraw tradycyjnych przez Ministerstwo Rolnictwa i Rozwoju Wsi. Są to:
- żurek siewierski
- żołądki z gęsi po siewiersku
- wątróbki gęsie po siewiersku
- siewierska gęś pieczona
- siewierska kaczka pieczona
- smalec gęsi
- borówka/brusznica siewierska